# Cyprus op de Olympische Zomerspelen 1980
Cyprus nam deel aan de Olympische Zomerspelen 1980 in Moskou, Sovjet-Unie. Het was de eerste olympische deelname van het land.

## Deelnemers en resultaten

### Judo
| Olympiër                   | Discipline | Resultaat | Prestatie |
| -------------------------- | ---------- | --------- | --- |
| Spyros Spyrou              | -60kg (m)  | 11e       | 1ste ronde: W van MAD Ashikhoussen 2de ronde: V van GBR Holliay                                                   |
| Konstantinos Konstantinouu | -65kg (m)  | 15e       | 1ste ronde: V van MAD Rabary                                                                                      |
| Neofitos Aresti            | -71kg (m)  | 15e       | 1ste ronde: V van SWE Nilsson                                                                                     |
| Kostas Papakostas          | -86kg (m)  | 11e       | 1ste ronde: vrij 2de ronde: W van ECU Estrella kwartfinale: V van SUI Röthlisberger herkansingen: V van SWE Ström |
| Panikos Eyripidou          | -95kg (m)  | 15e       | 1ste ronde: V van ISL Friðriksson                                                                                 |

### Zeilen
| Olympiër                                 | Discipline      | Resultaat | Prestatie                            |
| ---------------------------------------- | --------------- | --------- | ------------------------------------ |
| Panikos Rimis                            | finn            | 20e       | 147 punten: (11-DNS-20-20-DNF-20-18) |
| Dimitrios Dimitriou Panagiotis Nikolaou  | 470             | 14e       | 110 punten: (13-14-14-14-13-13-14)   |
| Dimitrios Karapatakis Marios Karapatakis | flying dutchman | 15e       | 123 punten: (14-DNF-15-14-15-15-14)  |

### Zwemmen
| Olympiër          | Discipline           | Resultaat | Prestatie               |
| ----------------- | -------------------- | --------- | ----------------------- |
| Lakis Fylaktou    | 100m vrije slag (m)  | 35e       | serie 2: 7de in 57,41   |
| Lakis Fylaktou    | 100m rugslag (m)     | 31e       | serie 2: 7de in 1.08,92 |
| Linos Petridis    | 100m vlinderslag (m) | 32e       | serie 3: 7de in 1.06,61 |
|                   |                      |           |                         |
| Olga Loizou       | 100m vrije slag (v)  | 24e       | serie 3: 7de in 1.06,50 |
| Anabel Drousiotou | 100m rugslag (v)     | 23e       | serie 2: 7de in 1.15,85 |

Afghanistan · Algerije · Andorra · Angola · Australië · België · Benin · Birma · Botswana · Brazilië · Bulgarije · Colombia · Congo-Brazzaville · Costa Rica · Cuba · Cyprus · Denemarken · Dominicaanse Republiek · Duitse Democratische Republiek · Ecuador · Ethiopië · Finland · Frankrijk · Griekenland · Groot-Brittannië · Guatemala · Guinee · Guyana · Hongarije · Ierland · IJsland · India · Irak · Italië · Jamaica · Joegoslavië · Jordanië · Kameroen · Koeweit · Laos · Lesotho · Libanon · Liberia · Libië · Luxemburg · Madagaskar · Mali · Malta · Mexico · Mongolië · Mozambique · Nederland · Nepal · Nicaragua · Nieuw-Zeeland · Nigeria · Noord-Korea · Oeganda · Oostenrijk · Peru · Polen · Portugal · Puerto Rico · Roemenië · San Marino · Senegal · Seychellen · Sierra Leone · Sovjet-Unie · Spanje · Sri Lanka · Syrië · Tanzania · Trinidad en Tobago · Tsjecho-Slowakije · Venezuela · Vietnam · Zambia · Zimbabwe · Zweden · Zwitserland